# 浅川 (長野県)
浅川（あさかわ）は、長野県内を流れる信濃川水系の一級河川。
浅川の名は、上流部で水が少なく古くは浅河原（あさがら）と呼ばれていたことに関係するという。

## 地理
北信五岳の一つ、飯縄山（飯綱山＝標高1,917m）に源を発する上浅川は、長野市中曽根付近で北浅川と名を変え、浅川ループラインほぼに沿って下っていく。田中康夫元長野県知事の「脱ダム宣言」で注目を集めた浅川ダムは、この北浅川の同市浅川一ノ瀬地籍にある。南浅川は同市門沢の戸隠バードライン付近から地附山・城山の北側を経て、同市真光寺の真光寺ループ橋付近で北浅川と合流し、浅川として南東へ流れていく。
ここまで谷間を流れてきたが、同市上松五丁目あたりで扇状地が開けてきて、両岸には檀田・吉田・稲田といった市北部の一大住宅地が広がる。この付近は古くは天井川であり、稲作が盛んであったものの幾度となく水害に遭ってきた地域であったが、近年の河川改修によって檀田より下流の天井川が解消され、市街地にほど近い住宅地として発展した。扇状地扇端付近の同市稲田四丁目ではしなの鉄道北しなの線（旧・信越本線）と交わるが、この場所も天井川の時代には線路が川の下をくぐっていた。
北しなの線を過ぎると、同市富竹で南東から北東へ流れの向きを変える。古くはそのまま東へ流れて長沼付近で千曲川に注いでいたものを、佐久間氏が長沼城を守るために瀬替えをしたという。同市上駒沢の中央橋（長野県道372号三才大豆島中御所線）下で新田川を、同市下駒沢の落合橋（長野市道）下で駒沢川を合わせ、北部工業団地を過ぎると北に向きを変える。
北陸新幹線の高架をくぐると旧豊野町に入り、田子川・隈取川を合わせて再び北東に流れを変える。この周辺はリンゴの栽培が盛んで、東側に並行する国道18号はアップルラインと呼ばれている。長野新幹線車両センターの北を流れ、大道橋（長野県道368号村山豊野停車場線）下で三念沢川を合わせて豊野町中心部の南側を流れる。その先同市豊野町浅野は標高327.4mという市内最低所であり、周辺の赤沼・長沼地区も含めて長年水害に悩まされている。
浅川新橋（国道18号）を過ぎると上高井郡小布施町に入るが、すぐに鳥居川とともに千曲川に合流する。

### 支流
- 三念沢川
- 隈取川
- 田子川
- 駒沢川
- 新田川

### 流域自治体
長野県
長野市 - 上高井郡小布施町

## 歴史
※水害については数が多いため、原則浸水面積20ha以上か、浸水家屋100戸以上のものを挙げた。
- 江戸時代 - 上松村・上宇木村・下宇木村・押鐘村・吉田村・東条村・檀田村・山田村・徳間村・稲積村の10村が、「浅河原掛り拾ヵ村」を結成。浅河原（浅川）の水利について利害調整等を行う。[2]
- 1939年（昭和14年）4月15日 - 論電ヶ谷池（現 長野市上ヶ屋）の北側堤防が雪解けの増水により決壊[6]。浅川に濁流が流れ込み、流失9戸・浸水83戸・死者19人という大きな被害を出す。さらに水田20ha以上が泥に埋まり、浅川に架かる橋はすべて流失する。[2]
- 1961年（昭和36年）6月 - 水害。浸水面積 28.3ha、床下浸水 23戸。[7]
- 1973年（昭和48年）3月5日 - 「浅川改修期成同盟会」設立。[7]
- 1973年（昭和48年）8月 - 水害。浸水面積 30.4ha、床下浸水 340戸。[7]
- 1975年（昭和50年）7月 - 水害。浸水面積 0.5ha、床下浸水 139戸。[7]
- 1981年（昭和56年）8月 - 水害。浸水面積 2.0ha、床上浸水 23戸・床下浸水 81戸。[7]
- 1982年（昭和57年）9月 - 水害。浸水面積 16.2ha、床上浸水 171戸・床下浸水 35戸。[7]
- 1983年（昭和58年）8月10日 - 水害。浸水面積 0.2ha、床上浸水 2戸・床下浸水 224戸。[7]
- 1983年（昭和58年）9月28日 - 水害。浸水面積 24.9ha、床上浸水 331戸・床下浸水 188戸。[7]
- 1985年（昭和60年） - 浅川ダム建設事業、国庫補助として採択。[7]
- 1988年（昭和63年）8月17日 - 水害。浸水面積 3.0ha、床上浸水 4戸・床下浸水 165戸。[7]
- 1993年（平成5年）4月 - 長野県、浅川ダム建設事務所を設置。2002年（平成14年）11月に脱ダム宣言に伴って浅川改良事務所に改名。[7]
- 1996年（平成8年）12月26日 - 浅川ダム付替道路「浅川ループライン」開通。[7]
- 2001年（平成13年）2月20日 - 田中康夫長野県知事（当時）、「脱ダム宣言」。翌年6月25日に浅川ダム建設中止を表明。[7]
- 2004年（平成16年）10月19日 - 台風23号による浸水被害。[7]
- 2007年（平成19年）2月8日 - 村井仁長野県知事（当時）、治水専用ダム（穴あきダム）として浅川ダムを建設することを表明。[7]
- 2017年（平成29年）3月17日 - 長野県営浅川ダムの運用開始。[8]

## 橋梁
下流より記載。
- 浅川
  - （千曲川） - 浅川新橋 - 谷脇橋 - 碧雲橋 - 小瀬橋 - 浅川橋（県道66号） - 大道橋 - 直ノ橋 - 浅川橋（長野市道） - 五反田橋 - 三駒橋 - 落合橋 - 神楽橋 - 中央橋 - 清水橋 - 金箱大橋 - 富竹大橋 - 弘誓大橋 - 稲田南原橋 - 小町大橋 - 砂田橋 - 他力橋 - 稲田大橋 - 西山田橋 - 平成橋 - 北部大橋 - 檀田大橋 - 浅川橋（県道37号） - 宇木大橋 - 東条橋 - 湯谷大橋 - （北浅川・南浅川）
- 北浅川
  - （浅川） - 真光寺ループ橋 - 長原橋 - 法利田橋 - 中曽根大橋 - 中曽根3号橋 - （上浅川）
- 南浅川
  - （浅川） - 畑山橋

## 周辺
下流より記載。
- 長野市役所 豊野支所
- 豊野駅 - しなの鉄道北しなの線・JR東日本飯山線
- 長野新幹線車両センター
- 長野県障害者福祉センター（サンアップル）
  - 長野県立総合リハビリテーションセンター
- 長野市役所 古里支所
- 辰巳公園
- 長野県長野吉田高等学校
- 長野市役所 浅川支所
- 八櫛神社（ブランド薬師）